# Triangle (caractère)
Pour les articles homonymes, voir Triangle (homonymie).
En typographie, un triangle est un caractère représentant un triangle géométrique.
L'unicode et le langage LaTeX disposent de plusieurs caractères triangulaires sans signification particulière, à la différence de certaines lettres des alphabets latin ('A') et grec ('Δ', « delta »), de certains opérateurs (« ∆ », laplacien et « ∇ », nabla) et certaines relations (« ⊲ » et « ⊳ » pour la normalité d'un sous-groupe), des symboles de triangle rectangle (« ⊿ »), de cause (« ∵ ») et de conséquence (« ∴ »), voire de l'astérisme (« ⁂ »).
Les caractères Unicode du triangle sont :
| Description                                             | Unicode | Unicode | LaTeX                          | LaTeX |
| ------------------------------------------------------- | ------- | ------- | ------------------------------ | ----- |
| Triangle noir pointant vers le haut                     | ▲       | 25B2    | \blacktriangle                 |       |
| Triangle blanc pointant vers le haut                    | △       | 25B3    | \triangle \bigtriangleup       |       |
| Petit triangle noir pointant vers le haut               | ▴       | 25B4    |                                |       |
| Petit triangle blanc pointant vers le haut              | ▵       | 25B5    | \vartriangle                   |       |
| Triangle noir pointant vers la droite                   | ▶       | 25B6    | \blacktriangleright            |       |
| Triangle blanc pointant vers la droite                  | ▷       | 25B7    | \vartriangleright              |       |
| Petit triangle noir pointant vers la droite             | ▸       | 25B8    |                                |       |
| Petit triangle blanc pointant vers la droite            | ▹       | 25B9    | \triangleright                 |       |
| Triangle noir allongé vers la droite                    | ►       | 25BA    |                                |       |
| Triangle blanc allongé vers la droite                   | ▻       | 25BB    | \rhd                           |       |
| Triangle noir pointant vers le bas                      | ▼       | 25BC    | \blacktriangledown             |       |
| Triangle blanc pointant vers le bas                     | ▽       | 25BD    | \triangledown \bigtriangledown |       |
| Petit triangle noir pointant vers le bas                | ▾       | 25BE    |                                |       |
| Petit triangle blanc pointant vers le bas               | ▿       | 25BF    |                                |       |
| Triangle noir pointant vers la gauche                   | ◀       | 25C0    | \blacktriangleleft             |       |
| Triangle blanc pointant vers la gauche                  | ◁       | 25C1    | \vartriangleleft               |       |
| Petit triangle noir pointant vers la gauche             | ◂       | 25C2    |                                |       |
| Petit triangle blanc pointant vers la gauche            | ◃       | 25C3    | \triangleleft                  |       |
| Triangle noir allongé vers la gauche                    | ◄       | 25C4    |                                |       |
| Triangle blanc allongé vers la gauche                   | ◅       | 25C5    | \lhd                           |       |
| Triangle rectangle en bas à droite d'intérieur noir     | ◢       | 25E1    |                                |       |
| Triangle rectangle en bas à gauche d'intérieur noir     | ◣       | 25E2    |                                |       |
| Triangle rectangle en haut à gauche d'intérieur noir    | ◤       | 25E3    |                                |       |
| Triangle rectangle en haut à droite d'intérieur noir    | ◥       | 25E4    |                                |       |
| Triangle blanc pointant vers le haut pointé             | ◬       | 25EC    |                                |       |
| Triangle pointant vers le haut avec moitié gauche noire | ◭       | 25ED    |                                |       |
| Triangle pointant vers le haut avec moitié droite noire | ◮       | 25EE    |                                |       |
| Triangle rectangle en haut à gauche d'intérieur blanc   | ◸       | 25F8    |                                |       |
| Triangle rectangle en haut à droite d'intérieur blanc   | ◹       | 25F9    |                                |       |
| Triangle rectangle en bas à gauche d'intérieur blanc    | ◺       | 25FA    |                                |       |
| Triangle rectangle en bas à droite d'intérieur blanc    | ◿       | 25FF    |                                |       |

Le triangle rectangle en bas à droite d'intérieur noir est notamment utilisé pour commander l'affichage d'une variable dans les programmes sur calculatrice Casio.